# Décès en 1240
Décès
- 1236
- 1237
- 1238
- 1239
- 1240
- 1241
- 1242
- 1243
- 1244

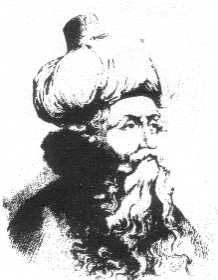
Ibn Arabi, mort en 1240.

Cette page dresse une liste de personnalités mortes au cours de l'année 1240 :
- 18 février : Hōjō Tokifusa, membre du clan Hōjō de nobles et de courtisans durant le shogunat de Kamakura.
- 11 avril[1] : Llywelyn le Grand, roi du Gwynedd, qui avait réussi à établir son hégémonie sur tout le pays de Galles.
- 1er mai Jacques de Vitry, historien et auteur spirituel, confesseur de Marie d'Oignies, prédicateur populaire, évêque de Saint-Jean-d'Acre puis cardinal-évêque de Tusculum.
- 24 mai : Skúli Bárdarson, jarl et duc de Norvège pendant le règne du roi Håkon IV de Norvège.
- 22 juillet : John de Lacy, 2e comte de Lincoln jure uxoris, de la 2e création du titre, et seigneur du Château de Pontefract.
- 24 juillet : Conrad de Thuringe, 5e grand maître de l'ordre Teutonique.
- 4 août : Ludmilla de Bohême, princesse de Bohême, épouse en secondes noces du duc de Bavière et fondatrice de l'abbaye de Seligenthal.
- 12 septembre : Hugues II, évêque de Sées.
- 13 octobre : Jalâlat ud-Dîn Raziyâ.
- 10 novembre : Ibn Arabî, philosophe et mystique musulman[2].
- 16 novembre : Ibn Arabi, théologien, juriste, poète, métaphysicien et maître arabe-andalou du taçawuff  islamique, auteur de 846 ouvrages présumés.
- 4 décembre : Constance de Hongrie, princesse de Hongrie et reine consort de Bohême.

- Germain II de Constantinople, patriarche de Constantinople (en exil à Nicée).
- Moïse de Coucy, tossafiste et légaliste.
- Guillaume de Beaumont-au-Maine, évêque d'Angers.
- Guillaume II de Clermont, dit Guillame Dauphin, comte de Clermont et de Monferrand, 2e dauphin d'Auvergne.
- Henri Ier de Wurtemberg, comte du Wurtemberg.
- Henri de Dreux,  archevêque de Reims.
- Jean II de Montmirail, baron de Montmirail, seigneur de Oisy, de Crèvecœur et châtelain de Cambrai.
- Joseph, patriarche de Kiev et de toute la Rus'.
- Méthode II de Constantinople, patriarche de Constantinople.
- Jean IV de Vendôme, seigneur de Montoire, puis comte de Vendôme.
- Raymond Nonnat, religieux de l'Ordre de la Merci, second maître de l'Ordre à la suite de S. Pierre Nolasque.
- Sérapion d'Alger, martyr, d'origine irlandaise, appartenant à l'Ordre de Notre-Dame-de-la-Merci.
- Sultan Razia, ou Razia al-Din, est la seule femme à avoir régné sur Delhi.
- Uthman ben Abd al-Haqq, sultan mérinide.
- Alexandre de Villedieu, poète et grammairien français.

## Crédit d'auteurs
- Cet article est partiellement ou en totalité issu de l'article intitulé « 1240 » (voir la liste des auteurs).